# Планетна предавателна кутия
Планетната предавателна кутия (ППК) е агрегат от силовото предаване на колесни и верижни машини, предназначена за синхронизиране на външното натоварване на машината с режима на работа на двигателя с вътрешно горене (ДВГ) с цел по-ефективното му използване.
С повишаване на съпротивлението при движение на автомобила при ускоряване и при голяма скорост синхронизирането се осъществява с промяна на положението на дроселовата клапа или на рейката на горивонагнетателната помпа.

## Експлоатация
Планетните предавки се използват където е необходимо предаваният въртящ момент да се изменя по големина и направление при съответно изменение на честотата на въртене, както и в агрегати или механизми, които осигуряват разпределяне на въртящия момент за задвижващите мостове в колесните машини и за задвижване и завой на верижни машини.
Автотракторните двигатели с вътрешно горене имат съществен недостатък – нисък коефициент на приспособяемост по отношение на въртящия момент. Това означава, че въртящият момент на двигателя се увеличава незначително с намаляване на честотата на въртене на коляновия вал, което се вижда от външната скоростна характеристика на двигателя. Поради това автотракторния двигател само частично преодолява изменението на съпротивлението при движение на машината, като се изменя количеството на подаваното гориво. Поради този недостатък на двигателя е необходима употребата на планетна предавателна кутия, която да изменя в широки граници въртящия момент.
Планетните предавки се използват в силовото предаване на колесни и верижни машини както като основни, допълнителни и предавателни кутии в съчетание с хидротрансформатор, така и като допълнителен редуктор към предавателните кутии.
Превключването на предавки в планетната предавателна кутия се осъществява със съединители и спирачки, благодарение на което предавките може да се превключат при движение на машината без прекъсване на силовия поток, подвеждан към задвижващите колела.

## Предимства
ППК в колесните и верижни машини има следните предимства:
1. Малки габарити и маса. Голяма компактност в сравнение с непланетните, благодарение на разпределението на натоварването между няколко сателита. Освен това подвежданата мощност може да се предава или подвежда от успоредни потоци при едновременно натоварени няколко планетни реда.
2. Малки модули на зъбните колела.
3. Отсъствие на радиално натоварване в опорите на основните звена на планетната предавка благодарение на симетричното разположение на съответните колела. Това дава възможност да се използват лагери с малки размери. Освен това може да се използват конструкции с плаващи звена. В този случай на едно от основните звена въобще не се поставят лагери, а се центрова спрямо зъбния венец, в резултат на което още повече се намаляват размерите на предавателната кутия.
4. Висок коефициент на полезно действие при отсъствие на циркулация на мощност, което се определя от правилния избор на кинематична схема.
5. Използване на зъбните колела с постоянно зацепване и фрикционни елементи за превключване на предавките, което позволява включване под натоварване.

## Видове
В най-общия случай планетната предавателна кутия се състои от един или повече планетни механизма, в които някои от зъбните колела имат в пространството подвижни оси. Обикновено тези зъбни колела се наричат сателитни.
В зависимост от броя на основните звена планетната предавателна кутия се класифицира на:
- ППК, състояща се от планетен механизъм с три основни звена – тризвенен планетен механизъм;
- ППК, състояща се от планетен механизъм с повече от три основни звена – сложен планетен механизъм.

Централни или основни звена са тези, които имат обща ос на въртене. В планетната предавателна кутия това са слънчевото, епицикличното зъбно колело и водилото, на чиито оси са разположени.
Най-голямо разпространение в тази предавателна кутия намират тризвенните и четиризвенните планетни колела.
В зависимост от изпълнението на зъбните колела, има два планетни механизми със:
- Цилиндрични зъбни колела;
- Конусни зъбни колела.